# جاك كول (لاعب كرة قدم أمريكية)
جاك كول (بالإنجليزية: Jack Call)‏ هو لاعب كرة قدم أمريكية أمريكي، ولد في 30 يوليو 1935 في كورتلاند في الولايات المتحدة.

## وصلات خارجية
- جاك كول على موقع مرجع كرة القدم المحترفة.كوم (الإنجليزية)